# Megan Ellison
Megan Ellison est une productrice de cinéma américaine née en 1986. 

## Biographie
Fille de Larry Ellison, vice-président d'Oracle Corporation et sœur du producteur de cinéma David Ellison, elle fait ses premiers pas dans la production en 2007 avant d'être nommée à la production associée de True Grit en 2010. Elle fonde sa propre société Annapurna Pictures en 2011 et, au festival de Cannes 2012, annonce la création du distributeur Panorama Media, chargé des ventes internationales des productions Annapurna telles que Zero Dark Thirty, Foxcatcher, Her et, vraisemblablement, les deux suites à Terminator depuis qu'Ellison a racheté les droits de la franchise à Pacificor, une société de rachat de crédit, qui détenait les droits depuis février 2010. Lors de la remise en vente des droits, à partir du jeudi 12 mai 2011, Megan Ellison et Lionsgate se sont affrontés férocement pour devenir le nouveau détenteur des droits. Megan Ellison les a récupérés pour 20 millions de dollars. Les droits reviendront d'office à James Cameron en 2018.

## Filmographie
- 2010 : Waking Madison de Katherine Brooks
- 2010 : Main Street de John Doyle
- 2010 : Passion Play de Mitch Glazer (productrice associée)
- 2010 : True Grit de Joel et Ethan Coen (productrice associée)
- 2011 : Sans compromis (Catch .44) d'Aaron Harvey
- 2012 : Des hommes sans loi (Lawless) de John Hillcoat
- 2012 : Cogan : Killing Them Softly (Killing Them Softly) d'Andrew Dominik
- 2012 : The Master de Paul Thomas Anderson
- 2012 : Zero Dark Thirty de Kathryn Bigelow
- 2013 : Her de Spike Jonze
- 2013 : American Bluff (American Hustle) de David O. Russell
- 2013 : Spring Breakers de Harmony Korine
- 2013 : The Grandmaster de Wong Kar-wai
- 2014 : Foxcatcher de Bennett Miller
- 2015 : Terminator Genisys d'Alan Taylor (productrice déléguée)
- 2015 : The Revenant d'Alejandro González Iñárritu
- 2017 : Detroit de Kathryn Bigelow
- 2017 : Phantom Thread de Paul Thomas Anderson
- 2018 : Les Frères Sisters de Jacques Audiard
- 2018 : La Ballade de Buster Scruggs (The Ballad of Buster Scruggs) de Joel et Ethan Coen
- 2018 : Vice d'Adam McKay
- 2019 : Bernadette a disparu (Where'd You Go, Bernadette) de Richard Linklater
- 2019 : Queens (Hustlers) de Lorene Scafaria
- 2022 : She Said de Maria Schrader